# Anubis II
Anubis II (pronunciado Anubis segundo; el juego no es una secuela) es un videojuego de acción desarrollado por Data Design Interactive. El juego fue publicado por Conspiracy Entertainment en Estados Unidos.

## Jugabilidad
Ambientado en el antiguo Egipto, el jugador controla a Anubis, el guardián del inframundo, en su búsqueda para levantar la maldición de los faraones. El personaje se controla a través del Nunchuk, mientras que el mando de Wii balancea el cetro de Ra y lanza Bombas Canópicas.

## Recepción
El juego recibió críticas abrumadoramente negativas tras su lanzamiento, incluida una calificación de 1.5/10 por GameSpot, la segunda peor puntuación que es posible recibir con el nuevo sistema de calificación, y una calificación de 2/10 por parte de IGN. La versión para Wii de Anubis II también fue nominada como el peor juego de 2007 por GameSpot. Muchos críticos lo han llamado una copia al carbón de Ninjabread Man, debido a la música idéntica, la jugabilidad y el diseño de niveles, los mismos ataques básicos y enemigos (además de tener la mayoría de los mismos errores y fallas técnicas).